# Papp Tibor (író)
Papp Tibor (Tokaj, 1936. április 2. – Budapest, 2018. július 18.) József Attila-díjas magyar író, költő, műfordító, tipográfus, szerkesztő.

## Életpályája
Szülei: Papp Endre és Láng Mária. Középiskolai tanulmányait a Fazekas Mihály Gimnáziumban végezte el. 1954–1957 között lemezlakatosként dolgozott Egerben, Miskolcon, Csongrádon, Debrecenben és Budapesten. 1957-ben elhagyta Magyarországot. 1957–1961 között a Liége-i Műszaki Egyetem hallgatója volt Belgiumban. 1958 óta jelentek meg versei magyar nyelvű lapokban. 1960–1961 között a Dialogue című francia nyelvű belga irodalmi folyóirat egyik alapítója és szerkesztője volt. 1961-ben Párizsba költözött. 1962-től a Magyar Műhely című irodalmi, kritikai és művészeti folyóirat és könyvkiadó (1989-től magyarországi lap) alapító felelős szerkesztője. 1962–1963 között a párizsi Sorbonne-on tanult. 1985-től a párizsi Polyphonix nemzetközi modern költői fesztivál alelnöke. 1989 óta a világ első számítógépen működő irodalmi folyóirata, az Alire alapítója és szerkesztője. 1992 óta a francia írószövetség vezetőségi tagja.

## Művei
- Sánta vasárnap; Magyar Műhely, Párizs, 1964
- Elégia két személyhez vagy többhöz; Magyar Műhely, Párizs, 1968
- Vendégszövegek 1.; Magyar Műhely, Párizs, 1971
- Vendégszövegek 2-3.; Magyar Műhely, Párizs, 1984
- Vendégszövegek számítógépen I-III. (számítógépen, 1985-1987)
- Les trés riches heures de l'ordinateur I-V. (számítógépen, 1985-1988)
- Transparence et Opacité (Pierre Pica-val, 1988)
- Dresages informatiques I-VIII. (Claude Maillard-dal, 1989-1991)
- Icones – Ikonok (1991)
- Múzsával vagy múzsa nélkül? Irodalom számítógépen; Balassi, Bp., 1992
- Disztichon Alfa. Első magyar automatikus versgenerátor; Magyar Műhely, Párizs–Bp., 1994 (Magyar Műhely Baráti Kör füzetek) + floppy
- Absence infidéle (számítógépen, 1995)
- Vendégszövegek 4.; Orpheusz, Bp., 1995
- Vendégszövegek 5.; Magyar Műhely, Bp., 1997
- Térvers/képek; Balassi, Bp., 1998
- Orion (számítógépen, 1999)
- A Hinta-palinta szöveghordalékából; Békés Megyei Könyvtár–Körös Irodalmi Társaság, Békéscsaba, 2000 (Körös könyvtár)
- Hinta-palinta (számítógépen, 2000)
- Versets Angéliques (számítógépen, 2000)
- Generált versek és logo-mandalák; CET Belvárosi, Bp., 2001
- Vendégszövegek (n). Összegyűjtött versek és vizuális költemények, 1957-2002; Ister, Bp., 2003 (Ister kortárs írók)
- Egy kisfiú háborús mozaikja; Európa, Bp., 2003
- Avantgárd szemmel költészetről, irodalomról; Magyar Műhely, Bp., 2004
- Olivér könyve; Kortárs, Bp., 2004 (Phoenix könyvek)
- Avantgárd szemmel költőkről, könyvekről; Magyar Műhely, Bp., 2007
- Papp Tibor–Prágai Tamás: A pálya mentén; Napkút, Bp., 2007 (Beszélgetők könyvei)
- 25x25. Bűvös négyzetek; Magyar Műhely, Bp., 2007
- Avantgárd szemmel az irodalmi világról; Magyar Műhely, Bp., 2008
- Avantgárd szemmel. Zadkine-tól Záborszkyig; Magyar Műhely, Bp., 2009
- Óraköltemények; Magyar Műhely, Bp., 2010
- Innen el. Regény; Nap, Bp., 2012
- Emlékmeder. Vizuális költemények; Tipp Cult, Bp., 2016 (P'art könyvek)

## Díjak, kitüntetések
- Ford-ösztöndíj (1957Papp Tibor1960)
- A Magyar Köztársasági Érdemrend tisztikeresztje (1996)[2]
- József Attila-díj (2003)[2]
- az Év Könyve-díj (2005)
- Szépirodalmi Figyelő-díj (2010)[2]